# Epanthidium aureocinctum
Epanthidium aureocinctum is een vliesvleugelig insect uit de familie Megachilidae. De wetenschappelijke naam van de soort is voor het eerst geldig gepubliceerd in 1992 door Urban.